# سعد بن ربیع
سعد بن ربیع بن عمرو بن أبی زهیر بن مالک بن امرئ القیس بن مالک الأغر بن ثعلبة بن کعب بن الخزرج الأنصاری الخزرجی یکی از اصحاب پیامبر اسلام است که در بیعت عقبه حضور داشت و در زمان جاهلیت نوشتن می‌دانست.

## پیمان برادریباعبدالرحمن بن عوف
پیامبر میان سعد بن ربیع و عبدالرحمن بن عوف پیمان برادری برقرار کرد و سعد نسبت به عبدالرحمن، مال و همسرش را ایثار کرد. انس می‌گوید: «عبد الرحمن بن عوف پیش ما آمد و پیامبر بین او و سعد بن ربیع پیمان برادری برقرار کرد و او ثروتمند بود، پس سعد گفت: انصار می‌دانند که من ثروت زیادی دارم، ثروتم را با تو تقسیم خواهم کرد، و دو همسر دارم، پس ببین کدامیک را بیشتر می‌پسندی، پس طلاقش دهم تا پس از حلال شدن با او ازدواج کنی، پس عبدالرجمن بن عوف گفت: خداوند به مال و خانواده‌ات برکت دهد».

## غزوه احد
در غزوه احد، پیغمبر گفت: «چه کسی از سعد بن ربیع خبری می‌آورد؟» مردی گفت: من. پس میان کشته شدگان رفت، پس سعد به او گفت: چه می‌خواهی؟. گفت:پیامبر مرا فرستاده تا از حالت برای او خبر ببرم. سعد گفت: برو به سوی او و سلام مرا به او برسان و به او خبر بده دوازده زخم برداشته‌ام و نزدیک است کشته شوم و به مردم بگو: اگر آن حضرت کشته شود و شما زنده بمانید، هیچگونه عذری در پیشگاه خداوند ندارید.»